# Jacob Blegvad
Jacob Michael Marstrand Blegvad (27. april 1921 i København – 3. september 2010) var en dansk arkitekt. Han var kgl. bygningsinspektør for Nordjylland 1982-1991. I sine værker demonstrerer han en mangesidig fortolkning af modernismen.
Han var søn af billedhugger Julie Marstrand og overlæge Niels Reinhold Blegvad. Efter realeksamen 1938 blev Jacob Blegvad murersvend 1942 og bygningskonstruktør året efter. Han tog afgang som arkitekt fra Kunstakademiets Arkitektskole i 1946. I studietiden var han ansat hos Preben Hansen 1944-46.
Han arbejdede sammen med Torben Poulsen 1952-63, havde egen tegnestue 1963-83 og drev Jacob Blegvad A/S i kompagniskab med Poul Hvass, Henning Jensen & Anders Nielsen 1983-1991. Dette firma blev siden fusioneret med C.F. Møllers Tegnestue som Jacob Blegvads Arkitektkontor i 1991. Han var atter ansat hos Preben Hansen 1950-51, hos Maxwell Fry & Jane B. Drew, London 1947, hos ingeniør Carl Hubacher, CIAM, Winterthur Schweiz 1948, hos arkitekt Michael Scott, Friar, Dublin 1948-50, var kgl. bygningsinspektør 1982-91.
Blegvad har modtaget bronzemedalje som murersvend 1942, K.A. Larssens Legat 1947, Evers Fond 1948, Rockwools Lydpris 1965, Aluminiumprisen 1970 og blev Honorary Fellow of the American Institute of Architects i 1990. Han var fået præmieringer for godt byggeri, af Esbjerg, Frederikshavn, Odense og Aalborg Kommuner. 
Han har tillige været formand for Danske Arkitekters Landsforbund 1969-73, formand for PAR 1982-83, medlem af bestyrelsen for Akademisk Arkitektforenings Understøttelsesfond, medlem af Statens Kunstfonds repræsentantskab 1973-81, medlem af Det Særlige Bygningssyn 1983-91, formand for Dansk Arkitektur Center 1984-87, medlem af Betonelementprisens bedømmelsesudvalg 1984-87, formand for bestyrelsen for Statens Kunstfond og formand for Udvalget for Arkitektur 1987-90 samt medlem af bestyrelsen for Statens Bygningsfredningsfond 1987-91.

## Udvalgte værker[1]
- Kollektivhuset, Vesterbro, Aalborg (1956, sammen med Torben Poulsen)
- Hasseris Rådhus (1964); Strandby K. ved Fr.havn (1966);
- Hanstholm Hotel (1967)
- Domicil til Aalborg Stiftstidende, (1967, pr. 1969);
- Boligbebyggelsen Bonderupgård, Aalborg (1968-70 pr. 1971)
- Ombygning af C.W. Obels Fabrikker til Aalborg Universitet, Badehusvej 5, Aalborg (1969, pr. 1977)
- Aalborg Portland Cement, Aalborg (1970 pr. 1973)
- Hasseris Gymnasium, Aalborg (1972, s.m. Henning Jørgensen, pr. 1973);
- Plejehjemmet Smedegården, Aalborg (1972, pr. 1975)
- C.W. Obel Kollegiet, Aalborg (1972, pr. 1976);
- Told & Skat, Lerchesgade, Odense (1974, nedrevet 2022)
- Administrationsbygning for Elforsyningen Sydvendsyssel, Strømmen 2, Bouet, Aalborg (1975)
- Højvangsskolen, Svenstrup (1975-70, s.m. Poul Hvass)
- Restaurering af Bratskov hovedbygning, Brovst (1977-79, præmieret af Selskaet for Bygnings- og Landskabskultur)
- Kontorbygning, Aalborg Portland Cement, Aalborg (1978, pr. 1979)
- Aalborg Stiftstidendes trykkeri (1978)
- Toldkammerbygning, Herning (1979)
- Toldkammer Vest, Høje Taastrup (1979)
- Tilbygning til toldkammer, Rønne (1982)
- Aalborg Portland Cement, gipslager, Aalborg (1982)
- Toldkammer, Esbjerg (1983)
- Høje Taastrup Station (1986, s.m. Claus Bonderup, A. Nielsen, P. Gadegaard, og DSBs bygningstjeneste)
- Hanstholm Rådhus (1987)
- Scandic Hotel, Høje Tåstrup (1987-88, s.m. Claus Bonderup, A. Nielsen, H.Stæhr)
- Rækkehuse, bibl., bolig, kontor og erhvervsbyg., Høje Tåstrup (1986-88);
- Udvidelse af Skagens Museum (1976, 1990)
- Bispegården, Ålborg (1991);
- Rønbjerg Feriecenter (1992)